# Tharsis
Tharsis és una regió de Mart formada per un gran altiplà volcànic i situada a la zona equatorial del planeta, a la vora occidental de Valles Marineris.
La regió engloba l'anomenat bony de Tharsis, resultat d'una enorme acumulació de lava en un radi superior als 1.000 km, i on es localitzen alguns dels volcans més grans del sistema solar. Olympus Mons, el volcà més gran del sistema solar, està situat al nord-oest, mentre que a la zona central se situen en diagonal els tres grans Tharsis Montes: Ascraeus Mons, Pavonis Mons i Arsia Mons. El bony de Tharsis s'eleva uns 10 quilòmetres per sobre de les terres circumdants, i abasta uns 30 milions de quilòmetres quadrats, una cinquena part de la superfície del planeta. Es pensa que es formà durant un període d'uns 100 milions d'anys aproximadament, durant l'era noaica.